# Liste der Nummer-eins-Hits in Österreich (1967)
Dies ist eine Liste der Nummer-eins-Hits in Österreich im Jahr 1967. Sie basiert auf den monatlichen österreichischen Singlecharts. Bis Februar waren dies Top-10-, ab März Top-20-Listen. Veröffentlichungsdatum ist jeweils der 15. eines jeden Monats.

## Singles
| ← 1966 ← | Liste der Nummer-eins-Hits in Österreich | Liste der Nummer-eins-Hits in Österreich | Liste der Nummer-eins-Hits in Österreich                           | 1968 →                                                                                    |
| \| Zeitraum \| Wo. ges. \| Interpret \| Titel Autor(en) \| Zusätzliche Informationen \| \| (Zeitraum, Wochen auf Platz eins, Interpret, Titel, Autor[en], zusätzliche Informationen) \| \| \| \| \| \| ----------------------------------------------------------------------------------------- \| -------- \| ---------------- \| ------------------------------------------------------------------ \| ----------------------------------------------------------------------------------------- \| \| 15. Dezember 1966 – 14. Februar 1967 9 Wochen \| 9 \| Maurice Jarre \| Schiwago-Melodie (Lara’s Theme) Maurice Jarre \| – \| \| 15. Februar 1967 – 14. April 1967 8 Wochen \| 8 \| Herman’s Hermits \| No Milk Today Graham Gouldman \| – \| \| 15. April 1967 – 14. Mai 1967 5 Wochen \| 5 \| The Monkees \| I’m a Believer Neil Diamond \| – \| \| 15. Mai 1967 – 14. August 1967 13 Wochen \| 13 \| Sandie Shaw \| Puppet on a String Phil Coulter, Bill Martin \| – \| \| 15. August 1967 – 14. September 1967 4 Wochen \| 4 \| Manfred Mann \| Ha! Ha! Said the Clown Anthony Hazzard \| – \| \| 15. September 1967 – 14. Oktober 1967 4 Wochen \| 4 \| The Beatles \| All You Need Is Love John Lennon, Paul McCartney \| Für die Beatles ist es bereits der zweite Nummer-eins-Hit in den österreichischen Charts. \| \| 15. Oktober 1967 – 14. Dezember 1967 9 Wochen \| 9 \| Scott McKenzie \| San Francisco (Be Sure to Wear Flowers in Your Hair) John Phillips \| – \| \| 15. Dezember 1967 – 14. Februar 1968 9 Wochen \| 9 \| Bee Gees \| Massachusetts Barry Gibb, Maurice Gibb, Robin Gibb \| – \| |                                          |                                          |                                                                    |                                                                                           |
| ← 1966 |                                          |                                          |                                                                    | → 1968 →                                                                                  |
| Zeitraum | Wo. ges.                                 | Interpret                                | Titel Autor(en)                                                    | Zusätzliche Informationen                                                                 |
| (Zeitraum, Wochen auf Platz eins, Interpret, Titel, Autor[en], zusätzliche Informationen) |                                          |                                          |                                                                    |                                                                                           |
| 15. Dezember 1966 – 14. Februar 1967 9 Wochen | 9                                        | Maurice Jarre                            | Schiwago-Melodie (Lara’s Theme) Maurice Jarre                      | –                                                                                         |
| 15. Februar 1967 – 14. April 1967 8 Wochen | 8                                        | Herman’s Hermits                         | No Milk Today Graham Gouldman                                      | –                                                                                         |
| 15. April 1967 – 14. Mai 1967 5 Wochen | 5                                        | The Monkees                              | I’m a Believer Neil Diamond                                        | –                                                                                         |
| 15. Mai 1967 – 14. August 1967 13 Wochen | 13                                       | Sandie Shaw                              | Puppet on a String Phil Coulter, Bill Martin                       | –                                                                                         |
| 15. August 1967 – 14. September 1967 4 Wochen | 4                                        | Manfred Mann                             | Ha! Ha! Said the Clown Anthony Hazzard                             | –                                                                                         |
| 15. September 1967 – 14. Oktober 1967 4 Wochen | 4                                        | The Beatles                              | All You Need Is Love John Lennon, Paul McCartney                   | Für die Beatles ist es bereits der zweite Nummer-eins-Hit in den österreichischen Charts. |
| 15. Oktober 1967 – 14. Dezember 1967 9 Wochen | 9                                        | Scott McKenzie                           | San Francisco (Be Sure to Wear Flowers in Your Hair) John Phillips | –                                                                                         |
| 15. Dezember 1967 – 14. Februar 1968 9 Wochen | 9                                        | Bee Gees                                 | Massachusetts Barry Gibb, Maurice Gibb, Robin Gibb                 | –                                                                                         |